# يوري نوفيكوف
يوري نوفيكوف (بالروسية: Юрий Новиков)‏ هو لاعب كرة قدم كازاخستاني في مركز حراسة المرمى، ولد في 19 مايو 1972 في الجمهورية الكازاخية السوفيتية الاشتراكية. شارك مع منتخب كازاخستان لكرة القدم. أما مع النوادي، فقد لعب مع نادي إيرتيش بافلودار ونادي شاختار قراغندي.

## وصلات خارجية
- يوري نوفيكوف على موقع قاعدة بيانات كرة القدم.إي يو (الإنجليزية)
- يوري نوفيكوف على موقع ناشيونال فوتبول تيمز (الإنجليزية)